# Sankt Olufs Kilde (Hjortdal Sogn)
Sankt Olufs Kilde er en helligkilde i Svinkløv Klitplantage, cirka 500 m sydøst for Svinkløv Badehotel.
Kilden, som er en sumpkilde, udspringer i bakkerne (Lien) under birkekrat nær rastepladsen på Sletteåvej mellem Svinkløv og Slettestrand.
Kildens historie går langt tilbage i tiden og ved kristendommens indførelse blev den viet til Olav den Hellige, Norges nationalhelgen.
Sankt Olufs Kilde søges ved Sankt Hans dag og på Hellig Olavs dødsdag den 29. juli.